# Aurore Petit
Aurore Petit, née le 27 septembre 1981 à Troyes, est une illustratrice et autrice de littérature jeunesse.

## Biographie
Aurore Petit grandit en Haute-Savoie.
Elle est diplômée de l'École supérieure des arts décoratifs de Strasbourg en 2006.
Aurore Petit est représentée par l'agence Patricia Lucas pour des travaux de commande dans la communication ou la presse,.
Après avoir vécu à Paris, elle vit et travaille à Nantes,.
En 2023, elle est invitée d'honneur de la Fête du livre jeunesse de Villeurbanne. À ce titre une exposition rétrospective, « La grande expo d’Aurore Petit », est consacrée à son travail.

### Ouvrages
Son premier livre, Ménageries, sort en 2008 chez Thierry Magnier. On y trouve déjà une bonne partie de ce qui fera son univers : « des personnages installés sur une scène qui posent et regardent le lecteur, le ton un peu surréaliste, les situations un peu absurdes ». Plutôt que sur une histoire, ses livres sont construits autour de séries d'images, autour d'une règle narrative ou graphique.
Elle collabore régulièrement avec son compagnon Jean-Marc Mathis, notamment sur la série Dolorès Wilson (2014-2022),. Cette série est adaptée en 2021 au théâtre par la compagnie Les Belles oreilles.
En 2019 son album Une maman, c'est comme une maison, salué par la critique,, remporte le Prix Millepages catégorie « albums jeunesse ». Ce livre est suivi par Bébé ventre, paru en 2021, et La petite sœur est un diplodocus paru en 2022, traduit ensuite en anglais.

## Prix et distinctions
- 2019 : Prix Millepages catégorie « albums jeunesse » pour Une maman, c'est comme une maison[10]

## Publications

### En tant qu'autrice complète
- 2008 : Ménageries, Thierry Magnier
- 2009 : Big Apple, Thierry Magnier
- 2010 : Mon cochon va à l'école, Mouck
- 2010 : Muiiik, Thierry Magnier
- 2015 : Tout le monde à table !, La maison est en carton
- 2015 : L'art d'être champion du monde, Actes Sud  (ISBN 9782330053840)
- 2018 : Cheval de courses, Albin Michel  (ISBN 9782226401762)
- 2019 : Une maman, c'est comme une maison, Les Fourmis rouges  (ISBN 9782369021094)
- 2021 : C'est chez moi !, La Martinière  (ISBN 9782732494647)
- 2021 : Petit singe, La Martinière
- 2021 : Bébé ventre, Les Fourmis rouges  (ISBN 9782369021407)
- 2022 : La petite sœur est un diplodocus[14], Les Fourmis rouges  (ISBN 9782369021605)
- 2023 : Une histoire de dodo, Actes Sud  (ISBN 9782330178734)
- 2024 : Grande !, Les Fourmis rouges  (ISBN 9782369021926)

Série Pop
Chaque livre est un imagier en pop-up pour les tout-petits, aux éditions La Martinière 
- 2022 : Vert pop
- 2022 : Rouge pop
- 2022 : Jaune pop
- 2022 : Rose pop
- 2024 : Blanc pop
- 2024 : Bleu pop
- 2024 : Noir pop
- 2024 : Or pop
- 2024 : Argent pop
- 2024 : Orange pop

### En tant qu'illustratrice

#### AvecJean-Marc Mathis
- 2014 : Une aventure de Dolorès Wilson, Les Fourmis rouges
  - tome 1 : Panique au mini-market
  - tome 2 : Hypnose au château
  - tome 3 : Turbulences à bord !
  - tome 4 : L'abominable ours bipolaire
- 2016 : Le petit pou sait, Les Fourmis rouges
- 2016 : Le petit pou rit, Les Fourmis rouges  (ISBN 9782369020639)
- 2018 : Dagobert, Milan
- 2018 : Un petit lapin se cache dans le jardin, Milan
- 2019 : Dans la forêt lointaine, Milan
- 2019 : Lundi matin, l’empereur, sa femme et le petit prince, Milan
- 2020 : Une poule sur un mur, Milan
- 2021 : Au clair de la lune, Milan
- 2022 : Dolorès Wilson, Cinq aventures d'une super-héroïne, Les Fourmis rouge

#### Autres collaborations
- 2007 : Ubu roi en BD, texte d'Alfred Jarry adapté par Luc Duthil, Petit à petit
- 2008 : Sidonie et Quenouille, texte de Annelise Heurtier, Rouegue
- 2009 : Les étranges disparitions, texte de Annelise Heurtier, Actes Sud
- 2010 : La Farce de Maître Pathelin, Gallilmard
- 2010 : Nils et la Prophétie, texte de Kawthar Mhammedi, Mouck
- 2010 : Alice sous la théière, texte de Claire Chevalier, L'Harmattan
- 2012 : Poèmes de Louis Aragon, Gallimard
- 2012 : Grand comment, texte de Nadine Brun-Cosme, Benjamins Media
- 2012 : À bas les bisous, texte de Thomas Gornet, Rouegue
- 2013 : Qu'y a-t-il dedans ?, texte d'Alain Boudet, Rue du Monde
- 2013 : La voix, texte de Dominique Souton, Actes Sud
- 2013 : Le jour des poules, texte de Florence Thinard, Thierry Magnier
- 2013 : Des mots globe-trotters, texte de Sylvain Alzial, Actes Sud
- 2016 : Tout le monde dit je t'aime, texte de Yann Walcker, La maison est en carton
- 2018 : 1 Temps, texte d'Henri Meunier, La Martinière  (ISBN 9782812615955)
- 2018 : Des tomates sur mon balcon : mon petit potager, texte de Thierry Heuninck, La Martinière  (ISBN 9782732486598)
- 2019 : Comment allez-vous ? : les expressions populaires expliquées par l'Histoire, texte d'Anne Jonas, La Martinière
- 2021 : Memento mori, texte de Conce Codina,  Rouergue  (ISBN 9782812621468)
- 2023 : Bébé serein, texte d'Emmi Pikler, Nathan  (ISBN 9782092791684)